# Rosulje (Uskoplje, BiH)
Rosulje su naseljeno mjesto u općini Uskoplje, Federacija Bosne i Hercegovine, BiH.

## Zemljopis
Rosulje a se nalazi na oko 700 metara nadmorske visine, na blago nagnutim padinama iznad doline Vrbasa.
Na području Rosulja se nalaze površinski kopovi ugljena rudnika Gračanica.

## Povijest
Na popisu stanovništva iz 1895 Rosulje se s Glavašima, Lužanima i Pusotinom navodi kao dio Lužana.
Na popisu 1971. u naselju živjelo 75 stanovnika (73 Hrvata, 1 Musliman i 1 Srbin), dok je godine 1981. na Rosuljama živjelo 105 stanovnika (svi Hrvati).

## Stanovništvo

### 1991.
Nacionalni sastav stanovništva 1991. godine, bio je sljedeći:
ukupno: 89
- Hrvati - 88
- ostali, neopredijeljeni i nepoznato - 1

### 2013.
Nacionalni sastav stanovništva 2013. godine, bio je sljedeći:
ukupno: 40
- Hrvati - 40